# Ofosu Appiah
Michael Ofosu Appiah (Accra, 29 dicembre 1989) è un ex calciatore ghanese, di ruolo difensore.

## Palmarès

### Club

#### Competizioni nazionali
- Campionato estone: 1

Infonet: 2016
- Supercoppa d'Estonia: 1

Infonet: 2017